# کوی زینبیه
نام محله‌ای در منطقهٔ سیزده تهران که مخصوص منازل سازمانی نیروی زمینی ارتش است و به عنوان محلهٔ دهم منطقهٔ سیزده ثبت شده‌است. نام پیشین آن شهرک فرح بوده است. شهرک زینبیه در سال ۱۳۵۰ جزو پنج شهرک خوب دنیا بوده. دبیرستان سمپاد فرزانگان چهار در این شهرک است.     

## مکان
در انتهای جنوب شرقی محله تهران نو، شرق محله پیروزی و شمال افسریه روبروی پادگان دوشان تپه قرار دارد.